# Wairere Waterfall
Der Wairere Waterfall ist ein Wasserfall im Stadtgebiet von Whakatāne in der Region Bay of Plenty auf der Nordinsel Neuseelands. Er liegt im Lauf des Wairere Stream kurz vor dessen Mündung in den Whakatāne River. Seine Fallhöhe beträgt rund 22 Meter.
Der Wasserfall ist bereits vom Besucherparkplatz an der Toroa Street einsehbar. Von hier aus führt ein fünfminütiger Wanderweg näher an ihn heran.